# Yaniv Green
Yaniv Green (Hebreo: יַנִיב גְּרִין) (Herzliya, Israel, 16 de mayo de 1980) es un jugador israelí de baloncesto. Juega de ala-pívot y su actual equipo es el  Hapoel Jerusalem B.C..

## Trayectoria
En 2004 jugó la Liga de Verano de la NBA con los Detroit Pistons.

## Selección nacional
Ha sido internacional con la Selección de baloncesto de Israel, tanto a nivel absoluto como sub-20. Con la selección sub-20 logró el segundo puesto en el Campeonato Europeo de Baloncesto Sub-20 2000, y el séptimo en el Campeonato Mundial de Baloncesto Sub-21 2001. En el Campeonato Europeo de Baloncesto Masculino de 2007 logró ser líder de rebotes, promediando 9,3 por partido. También participó en el Campeonato Europeo de Baloncesto Masculino de 2003 y el Campeonato Europeo de Baloncesto Masculino de 2005.

## Clubes
- Bnei HaSharon (1998–2000)
- Maccabi Ra'anana (2000–2001)
- Bnei HaSharon (2001–2002)
- Hapoel Tel Aviv Basketball Club (2002–2004)
- Maccabi Tel Aviv Basketball Club (2004–2007)
- CSK VSS Samara (2007-2008)
- Maccabi Tel Aviv Basketball Club (2008-2011)
- Banca Tercas Teramo (2011-2012 )
- Hapoel Gilboa Galil (2012-2013 )
- Hapoel Jerusalem B.C. (2013- )

## Palmarés

### Campeonatos nacionales
| Título                     | Club                             | País   | Año  |
| -------------------------- | -------------------------------- | ------ | ---- |
| Ligat Winner               | Maccabi Tel Aviv Basketball Club | Israel | 2005 |
| Copa Estatal de baloncesto | Maccabi Tel Aviv Basketball Club | Israel | 2005 |
| Ligat Winner               | Maccabi Tel Aviv Basketball Club | Israel | 2006 |
| Copa Estatal de baloncesto | Maccabi Tel Aviv Basketball Club | Israel | 2006 |
| Ligat Winner               | Maccabi Tel Aviv Basketball Club | Israel | 2007 |
| Copa Estatal de baloncesto | Maccabi Tel Aviv Basketball Club | Israel | 2007 |

### Copas internacionales
| Título   | Club                             | País   | Año  |
| -------- | -------------------------------- | ------ | ---- |
| Euroliga | Maccabi Tel Aviv Basketball Club | Israel | 2005 |